# Сьюдад-Мадеро (муниципалитет)
Сьюдад-Мадеро (исп. Ciudad Madero) — муниципалитет в Мексике, штат Тамаулипас с административным центром в одноимённом городе. Численность населения, по данным переписи 2010 года, составила 197 216 человек.

## Общие сведения
Название Madero дано в честь революционера и президента Мексики Франсиско Мадеро.
Площадь муниципалитета равна 48 км², что составляет 0,06 % от общей площади штата, а наивысшая точка — 8 метров, расположена в поселении Сьюдад-Мадеро.
Сьюдад-Мадеро граничит с другими муниципалитетами штата Тамаулипас: на севере с Альтамирой, на западе с Тампико, на юге граничит с другим штатом Мексики — Веракрусом, а на востоке омывается водами Мексиканского залива.

## Учреждение и состав
Муниципалитет был образован в 1921 году, а в его состав входит единственный населённых пунктов:
| Код INEGI | Населённый пункт                                                   | Численность населения (2005 год) | Численность населения (2010 год) |
| --------- | ------------------------------------------------------------------ | -------------------------------- | -------------------------------- |
| 009       | Всего                                                              | 193045                           | 197216                           |
| 0001      | Сьюдад-Мадеро (исп. Ciudad Madero) 22°16′35″ с. ш. 97°49′53″ з. д. | 193045                           | 197216                           |

## Экономика
По статистическим данным 2000 года, работоспособное население занято по секторам экономики в следующих пропорциях: сельское хозяйство, скотоводство и рыбная ловля — 0,9 %, промышленность и строительство — 30,3 %, сфера обслуживания и туризма — 65,7 %, прочее — 3,1 %.

## Инфраструктура
По статистическим данным 2010 года, инфраструктура развита следующим образом:
- электрификация: 96,8 %;
- водоснабжение: 97,2 %;
- водоотведение: 94,6 %.

## Фотографии

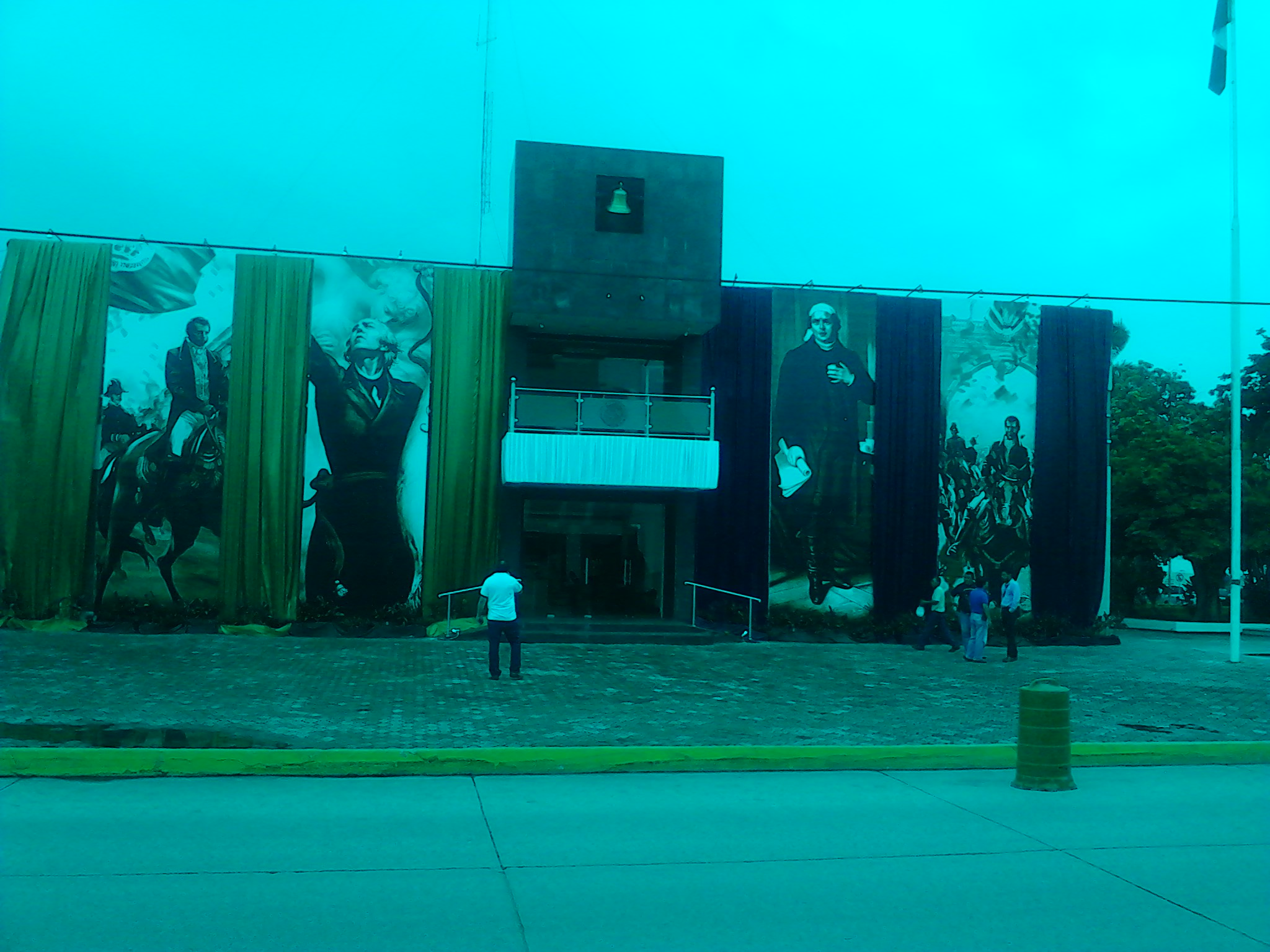
Здание администрации
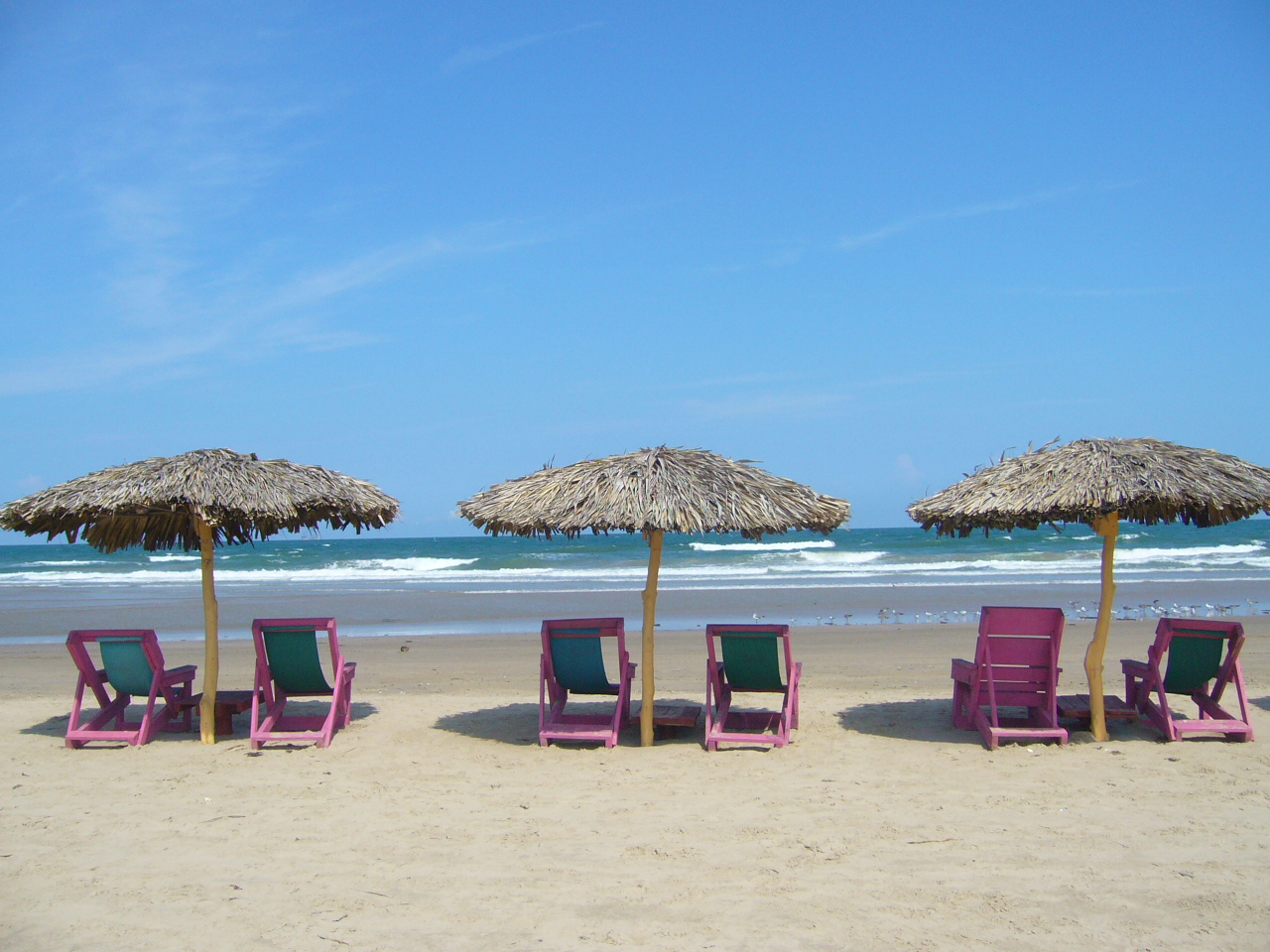
Пляж Мирамар в Сьюдад-Мадеро
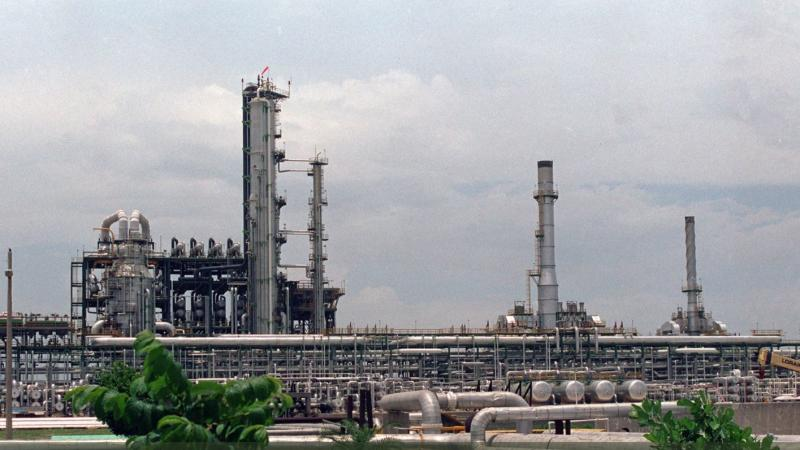
Нефтеперерабатывающий завод
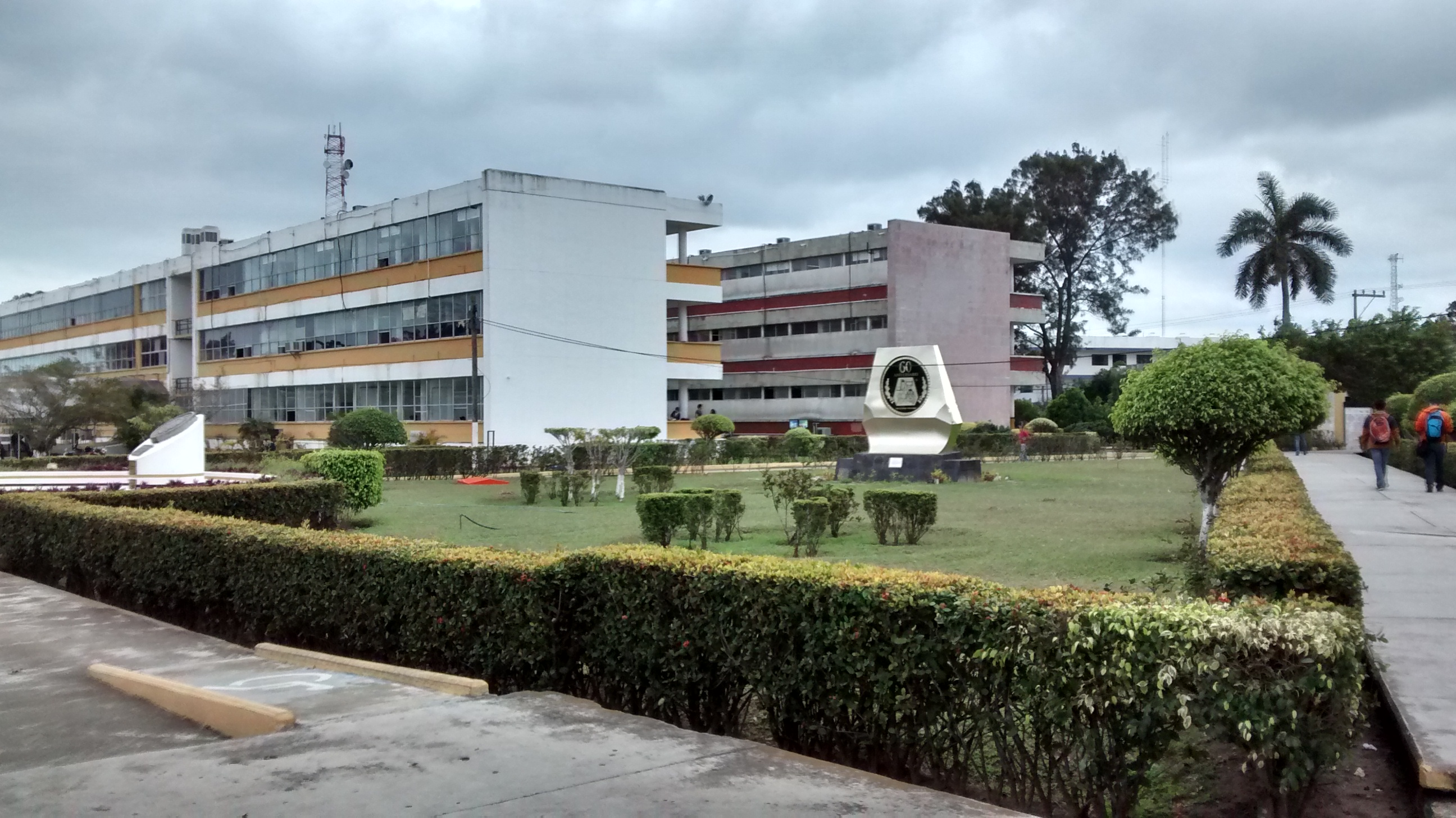
Технологический институт